# عبد الله بن محمد الزيد
عبد الله بن محمد الزيد باحث وأكاديمي سعودي، يعد من رواد المملكة في القضايا التربوية والأدبية.

## حياته
ولد عبد الله بن محمد آل الزيد في منطقة مكة المكرمة، وتخرج فيها من المدرسة الابتدائية، ثم المتوسطة والثانوية في دار التوحيد في مدينة الطائف، ثم تخرج في كلية التربية بمكة المكرمة.
سافر إلي الولايات المتحدة الأمريكية للحصول علي الدكتوراة من جامعة اوكلاهوما، وعاد بعدها إلي أرض الوطن لاستكمال رحلته في مجال التربية والتعليم.
تقلد الزيد العديد من المناصب العلمية والإدارية، منها:
- معلم بمتوسطة دار التوحيد بمدينة الطائف.
- معيد بكلية التربية بمكة المكرمة.
- أستاذ مساعدًا بجامعة الملك عبد العزيز- فرع مكة المكرمة.
- رئيس مركز التدريب التربوي بكلية التربية -مكة المكرمة.
- رئيس لقسم التربية -جامعة الملك عبد العزيز - مكة المكرمة.
- عميد للقبول والتسجيل بجامعة المك عبد العزيز- فرع الجامعة بمكة المكرمة.
- مدير عام للتعليم في المنطقة الغربية بالمملكة العربية السعودية.

## نشاطه التربوي والأدبي
لعبد الله الزيد له العديد من الاسهامات التربوية والأدبية، فهو قيادي تربوي قدم للملكة ابداعات وعطاءات عديدة، فهو من أبرز أعلام التربية والتعليم بالسعودية بما له من بصمات واضحة في هذا المجال والتي أسهمت في إحداث نقلة نوعية في الأسلوب التربوي وطرق التعليم.
تسمى الفترة التي عاصرها عبد الله الزيد بالفترة الذهبية في مجال التربية والتعليم، ولم يقتصر عمل الزيد على المجال التربوي الأكاديمي، إنما كانت له اسهامات في المجال الأدبي بما كان يخطه من نثر وشعر وما قدمه من ابداعات في ناديي جدة ومكة الأدبيين.

## مؤلفاته
للدكتور عبد الله بن محمد الزيد العديد من المؤلفات في المجالين الأدبي والتربوي، والتي تنوعت بين الكتب والمقالات والمجموعات الشعرية، ونذكر من هذه المؤلفات:
1. التعليم في المملكة العربية السعودية: أنموذج مختلف، 1990م.
2. من روادنا التربويين المعاصرين :دراسات في تاريخ التربية بالمملكة العربية السعودية (أسماء مختارة)، 1984م.
3. الأبعاد الفلسفية لفكر سعد الحصيني، 2004م.
4. الطريقة الميسرة لجدول الضرب،1993م.
5. محمد موسي السليم :الموهبة الفذة والمهمة المستحيلة 1358-1418هـ،2004م
6. تأملات !! (المجموعة الشعرية الثانية، اعداد ودراسة الدكتور يوسف حسن العارف، 2020م
7. رحم الله محمد سعد فارسي (مقالة) البلاد، 2019.
8. في رثاء الدكتور محمد الرشيد (مقالة)، جريدة الرياض،1435هـ.
9. القطاف الدانيات في الفكر والتاريخ والأدبيات، شوارد أدبية وشذرات معرفية.